# Paraphrynus pseudomexicanus
Paraphrynus pseudomexicanus — вид павукоподібних ряду фринів (Amblypygi). Описаний у 2020 році.

## Назва
Видова назва pseudomexicanus вказує на подібність до виду Paraphrynus mexicanus.

## Поширення
Ендемік Мексики. Поширений у штаті Морелос.